# Берег Луїтпольда
Берег Луїтпольда (англ. Luitpold Coast, нім. Prinzregent-Luitpold-Land) — частина узбережжя Землі Котса в Західній Антарктиді, що тягнеться від  льодовика Хейса до шельфового льодовика Фільхнера.
Берег був відкритий в 1912 році німецькою антарктичною експедицією Вільгельма Фільхнера і названий на честь принца-регента Баварії Луїтпольда (1821—1912).